# Zoltán Bitskey
Zoltán Bitskey   (Zvolen, 10 de gener de 1904 - Miskolc, 1 d'agost de 1988) va ser un nedador hongarès que va competir durant la dècada de 1920. Era germà del també nedador Aladár Bitskey.
El 1924 va prendre part en els Jocs Olímpics de París, on quedà elimina en sèries en els 200 metres braça del programa de natació.
En el seu palmarès destaca una medalla de plata al Campionat d'Europa de 1926 en la prova dels 4×200 metres lliures, formant equip amb András Wanié, Géza Szigritz i István Bárány.